# Château-Guibert

Château-Guibert este o comună în departamentul Vendée, Franța. În 2009 avea o populație de 1,452 de locuitori.